# Casa de los Milelli y arboreto
La casa de los Milelli (en francés: Maison des Milelli) es una modesta casa familiar francesa del siglo XVII que se encuentra en la ciudad de Ajaccio, departamento de Córcega del Sur, destacada por haber sido la casa de la familia de Napoleón I Bonaparte. Actualmente es un museo. La casa fue clasificada en el título de los monumentos históricos en 1958.
El Arboreto de los Milelli (en francés: Arboretum des Milelli o  Domaine de Milelli), es un arboreto de 12 hectáreas de extensión, un olivar secular. El arboreto se encuentra a 1.800 m s. n. m., en el bosque de Font-Romeu.Está abierto a diario todo el año al público en general. Se cobra una cuota de admisión.  

## Historia
El nombre I milelli significa en la lengua corsa "los pequeños manzanos".
"Les Milelli" fue durante tiempo residencia de verano de los antepasados de Napoleón I de Francia, y una de sus residencias de la infancia.
Su olivar siempre fue una gran parte de los ingresos de la familia.
La casa en sí está cerrada a los visitantes, pero sus alrededores y arboreto están abiertos.
El arboreto está administrado por la « Office National des Forêts».

## Colecciones
Actualmente contiene una colección representativa de plantas locales de plantas leñosas representantes de flora mediterránea;